# Phyllonorycter conista
Phyllonorycter conista är en fjärilsart som först beskrevs av Edward Meyrick 1911.  Phyllonorycter conista ingår i släktet guldmalar, och familjen styltmalar.
Artens utbredningsområde är:
- Nepal.
- Filippinerna.
- Sri Lanka.

Inga underarter finns listade i Catalogue of Life.